# Чорбаджийска река
Чорбаджийска река (старо име Къзълач) е река в Южна България, област Кърджали, община Кирково, десен приток на Върбица. Дължината ѝ е 30 km. Отводнява северните склонове на Гюмюрджински снежник и най-югозападните части на Стръмни рид в Източните Родопи.
Чорбаджийска река води началото си от 906 m н.в. в местността Караджова падина на границата с Гърция в планината Гюмюрджински снежник, на около 3 km югозападно от село Горно Къпиново (най-южното село на България), община Кирково. До село Кирково тече на североизток, а след това до устието си – на север, в широка алувиална долина, силно опороена от честите интензивни валежи в района. След Кирково образува меандри. Влива се отдясно в река Върбица, на 276 m н.в., на 400 m западно от село Подкова, община Кирково.
Реката има широк и слабозалесен водосборен басейн, като площта му е 217 km2, което представлява 18,04% от водосборния басейн на река Върбица. Водосборният басейн на Чорбаджийска река е най-южният в България.
Основните притоци на реката са само десни:
- ← Водовска река
- ← Среднобърдска река
- ← Плавилото
- ← Акча
- ← Лозенградска река
- ← Мазарлъкдере
- ← Гяурдере

Реката е основно с дъждовно подхранване, като максимумът е през месец януари, а минимумът – август-септември. Средногодишният отток при село Чорбаджийско е около 4 m3/s.
По течението на реката в Община Кирково са разположени 7 села: Горно Къпиново, Долно Къпиново, Чакаларово, Джерово, Дружинци, Кирково, Чорбаджийско.
По цялото течение на реката водите ѝ се използват за напояване на множеството обработваеми площи в широката ѝ алувиална долина.

## Топографска карта
- Лист от карта K-35-87. Мащаб: 1 : 100 000.
- Лист от карта K-35-99. Мащаб: 1 : 100 000.